# Alec Utgoff
Alec Utgoff (en ucraniano: Олег Володимирович Утгоф; nacido el 1 de marzo de 1986) es un actor británico de origen ruso, conocido por sus papeles en varias películas y series de televisión. Nacido en Kiev, Ucrania, se mudó al Reino Unido a una edad temprana. Utgoff estudió actuación y se graduó de la prestigiosa Drama Centre London, donde completó tanto una licenciatura como una maestría.
La carrera de Utgoff comenzó con un papel en la película The Tourist, que consiguió mientras aún completaba su último año de estudios. Inicialmente se centró en el teatro, interpretando una amplia gama de roles, y es considerado un actor con formación clásica. Utgoff es más conocido por su interpretación de Aleksandr Borovsky en Jack Ryan: Shadow Recruit y del Dr. Alexei en la tercera temporada de Stranger Things.
Otros papeles destacados incluyen a Alexi en San Andreas (2015) y a Darius en la épica película de Ridley Scott, Gladiator 2.
Uno de los logros más destacados de Utgoff es su papel principal en la película Nunca volverá a nevar, que se estrenó en el 77º Festival Internacional de Cine de Venecia como parte de la competición principal. La película recibió elogios de la crítica y fue seleccionada como la candidatura de Polonia para el Mejor largometraje internacional en la 93.ª edición de los Premios de la Academia.

## Primeros años de vida
Utgoff nació en Kiev de Roza, una directora de música, y Volodymyr, un cirujano cardíaco. A la edad de 10 años, en 1996, se mudó a Londres, Inglaterra, con su familia. Su hermano Alan es economista y sus padres ahora residen en España. Étnicamente, es mitad ruso, mitad osetio, con algo de ascendencia alemana por parte de su padre. Utgoff habla con fluidez en ruso, ucraniano e inglés.

### Películas
| Año  | Título                                         | Role                | Notas                  |
| ---- | ---------------------------------------------- | ------------------- | ---------------------- |
| 2010 | El turista                                     | Fedka               |                        |
| 2010 | Sobre las colinas                              | Aarón               | corto                  |
| 2011 | El porqué de los hombres                       | Torpedo             | corto                  |
| 2012 | El condimento de la casa                       | josif               |                        |
| 2013 | Gente común                                    | Veiko               |                        |
| 2013 | Puesto de avanzada: El ascenso de los Spetsnaz | Kostya              |                        |
| 2013 | Legado                                         | Rhykov              | película de televisión |
| 2014 | Jack Ryan: recluta sombra                      | Aleksandr Borovsky  |                        |
| 2015 | Mortdecai                                      | Dmitri              |                        |
| 2015 | San Andreas                                    | Alexi               |                        |
| 2015 | Misión: Imposible – Nación rebelde             | Tripulante del A400 |                        |
| 2016 | Nuestro tipo de traidor                        | niki                |                        |
| 2020 | Nunca volveré a nevar                          | zhenia              |                        |

### Series de TV
| Año       | Título               | Role              | Notas       |
| --------- | -------------------- | ----------------- | ----------- |
| 2010      | fantasmas            | Jefe hacker       | 1 episodio  |
| 2013-2014 | El hombre equivocado | Yuri y Dimitri    | 6 episodios |
| 2015      | Río                  | Sasha Mischenko   | 1 episodio  |
| 2016      | Monos de poder       | alec              | 6 episodios |
| 2019      | Cosas extrañas       | Alexéi (Smirnoff) | 4 episodios |
| 2020      | Drácula              | Abramoff          | 1 episodio  |
| 2022      | El proyecto Lázaro   | Rudy              | 3 episodios |
| 2022      | Caballos lentos      | Arkadi Pashkin    | 4 episodios |